# Emil Woldemar Rosenberg
Emil Woldemar Rosenberg  (* 26. April 1842 in Carolinenhof bei Fennern; † 29. Dezember 1925 in München) war ein deutschbaltischer Anatom.

## Leben
Rosenberg war der Sohn eines Glashüttenbesitzers und Bruder von Alexander Anton Rosenberg. Er studierte 1860 bis 1866 Medizin an der Kaiserlichen Universität Dorpat und wurde dort 1868 promoviert (Untersuchungen über die Entwickelung des Canalis cochlearis der Säugethiere). Danach war er zweiter und ab 1875 erster Prosektor am Anatomischen Institut in Dorpat und 1874 zum Studium bei Carl Gegenbaur in Leipzig. 1876 wurde er außerordentlicher und 1877 ordentlicher Professor für Embryologie, Histologie und vergleichende Anatomie in Dorpat und er war Staatsrat. 1888 wurde er Professor für Anatomie des Menschen und Direktor des Anatomischen Instituts an der Universität Utrecht, an der er 1909 emeritiert wurde. Ab 1913 wohnte er in München.
Er veröffentlichte über die Entwicklungsgeschichte von Wirbeln und anderen Skelettknochen.
Am 7. August 1886 wurde er mit der Matrikel-Nr. 2610 zum Mitglied der Leopoldina gewählt. Seit 1913 war er auswärtiges Mitglied der Königlich Niederländischen Akademie der Wissenschaften (KNAW).

## Schriften
- Untersuchungen über die Entwickelung des Canalis cochlearis der Säugethiere. Heinrich Laakmann, Dorpat 1868  (Digitalisat)